# Obila floccosaria
Obila floccosaria là một loài bướm đêm trong họ Geometridae.